# Stora Agnsjön (Seglora socken, Västergötland)
Stora Agnsjön är en sjö i Borås kommun i Västergötland och ingår i Viskans huvudavrinningsområde. Sjön är 6,5 meter djup, har en yta på 0,019 kvadratkilometer och befinner sig 187 meter över havet.